# Utnäset (naturreservat, Askersunds kommun)
Utnäset är ett naturreservat i Askersunds kommun i Örebro län.
Området är naturskyddat sedan 2006 och är 121 hektar stort. Reservatet omfattar stranden av en udde och öar och holmar utanför i västra Vättern. Växtligheten består av hällmarkstallskog och i fuktigare skrevor gran, rönn och asp.